# Bruno Gaspar
Bruno Miguel Boialvo Gaspar, más conocido como Bruno Gaspar, (Évora, 21 de abril de 1993) es un futbolista portugués, nacionalizado angoleño, que juega de defensa en el Apollon Limassol de la Primera División de Chipre.

## Selección nacional
Bruno Gaspar ha sido internacional con la selección de fútbol de Portugal sub-15, sub-16, sub-18 y sub-21. En categoría absoluta decidió representar a Angola.

## Clubes
| Club                            | País     | Año       |
| ------------------------------- | -------- | --------- |
| S. L. Benfica "B"               | Portugal | 2014-2015 |
| Vitória de Guimarães (cedido)   | Portugal | 2014-2015 |
| Vitória de Guimarães            | Portugal | 2015-2017 |
| ACF Fiorentina                  | Italia   | 2017-2018 |
| Sporting C. P.                  | Portugal | 2018-2022 |
| Olympiacos (cedido)             | Grecia   | 2019-2020 |
| Vancouver Whitecaps FC (cedido) | Canadá   | 2021      |
| Vitória de Guimarães            | Portugal | 2022-2025 |
| Apollon Limassol                | Chipre   | 2025-     |

## Palmarés

### Títulos nacionales
| Título                      | Club           | País     | Año  |
| --------------------------- | -------------- | -------- | ---- |
| Copa de la Liga de Portugal | Sporting C. P. | Portugal | 2019 |
| Copa de Portugal            | Sporting C. P. | Portugal | 2019 |
| Superliga de Grecia         | Olympiacos     | Grecia   | 2020 |